# Ciudad Acuña
Ciudad Acuña, auch Acuña (früher Garza Galán und später Villa Acuña) ist eine Stadt im mexikanischen Bundesstaat Coahuila mit rund 134.000 Einwohnern. Sie liegt auf 280 Meter am Rio Grande an der Grenze zu den USA. Sie liegt gegenüber von Del Rio, Texas.

## Geschichte
Am 27. Dezember 1877 wurde Acuña gegründet.

## XERF-Radio
In den 1930er Jahren wurde XERF-Radio einer der mexikanischen border blasters, aus US-amerikanischer Sicht ein „Piratensender“ gegründet. In den USA werden kommerziellen Rundfunksendern nur eine Sendeleistung von 50 kW auf Mittelwelle durch die FCC genehmigt. XERF hatte einen 250 kW-Sender, der auf einer ungestörten Frequenz von Acuña am anderen Ufer des Rio Grande aus sendete. Der DJ Wolfman Jack wurde 1962 berühmt, als er unter dem Künstlernamen „The Howling Wolfman“ live aus den Studios des Radiosenders XERF sendete. Dusty Hill von ZZ Top sprach in einer Dokumentation über die Band und dass sie in jungen Jahren den „Piratensender“ XERF-Radio oft gehört hatten. Außerdem handelt das Stück „Heard it on the X“ von mexikanischen Radiosendern nahe der Grenze und erwähnt Acuña in dem Song namens „Mexican Blackbird“ auf dem ZZ-Top-Album Fandango!.

## Söhne und Töchter der Stadt
- Carlos Gallardo (* 20. Jh.), Schauspieler und Filmproduzent
- Adan Canto (1981–2024), Schauspieler